# Campionati europei di atletica leggera 2018 - 5000 metri piani maschili
La specialità dei 5000 metri piani maschili ai campionati europei di atletica leggera 2018 si è svolta l'11 agosto 2018 alle 20:55.

## Podio
| Oro     | Jakob Ingebrigtsen Norvegia  |
| Argento | Henrik Ingebrigtsen Norvegia |
| Bronzo  | Morhad Amdouni Francia       |

## Record
Prima di questa competizione, il record del mondo (RM), il record europeo (EU) ed il record dei campionati (RC) erano i seguenti:
| Record                | Prestazione | Atleta                     | Data                                | Competizione |
| --------------------- | ----------- | -------------------------- | ----------------------------------- | ------------ |
| Record mondiale       | 12'37"35    | Kenenisa Bekele Etiopia    | 31 maggio 2004 Hengelo, Paesi Bassi |              |
| Record europeo        | 12'49"71    | Mohammed Mourhit Belgio    | 25 agosto 2000 Bruxelles, Belgio    |              |
| Record dei campionati | 13'10"15    | Jack Buckner Gran Bretagna | 31 agosto 1986 Stoccarda, Germania  | Europei 1986 |

## Risultati
| Pos. | Nome                | Nazionalità                 | Tempo    | Note                                     |
| ---- | ------------------- | --------------------------- | -------- | ---------------------------------------- |
|      | Jakob Ingebrigtsen  | Norvegia                    | 13'17"06 | Miglior prestazione europea under 20     |
|      | Henrik Ingebrigtsen | Norvegia                    | 13'18"75 |                                          |
|      | Morhad Amdouni      | Francia                     | 13'19"14 | Miglior prestazione personale stagionale |
| 4    | Yemaneberhan Crippa | Italia                      | 13'19"85 |                                          |
| 5    | Marc Scott          | Gran Bretagna               | 13'23"14 | Miglior prestazione personale stagionale |
| 6    | Polat Kemboi Arıkan | Turchia                     | 13'23"42 | Miglior prestazione personale stagionale |
| 7    | Rinas Achmadejew    | Atleti Neutrali Autorizzati | 13'24"43 | Miglior prestazione personale            |
| 8    | Julien Wanders      | Svizzera                    | 13'24"79 | Miglior prestazione personale            |
| 9    | Chris Thompson      | Gran Bretagna               | 13'25"11 | Miglior prestazione personale stagionale |
| 10   | Soufiane Bouchikhi  | Belgio                      | 13'25"22 |                                          |
| 11   | Ben Connor          | Gran Bretagna               | 13'25"31 | Miglior prestazione personale            |
| 12   | Florian Carvalho    | Francia                     | 13'28"08 |                                          |
| 13   | Antonio Abadía      | Spagna                      | 13'34"25 |                                          |
| 14   | Kaan Kigen Özbilen  | Turchia                     | 13'35"31 | Miglior prestazione personale stagionale |
| 15   | Robin Hendrix       | Belgio                      | 13'36"15 |                                          |
| 16   | Juan Pérez          | Spagna                      | 13'37"07 |                                          |
| 17   | Florian Orth        | Germania                    | 13'37"46 |                                          |
| 18   | Marcel Fehr         | Germania                    | 13'37"66 |                                          |
| 19   | Andreas Vojta       | Austria                     | 13'42"75 | Miglior prestazione personale stagionale |
| 20   | Ben Rainero de Haan | Paesi Bassi                 | 13'42"95 |                                          |
| 21   | Jonas Raess         | Svizzera                    | 14'01"14 |                                          |
| 22   | Ramazan Özdemir     | Turchia                     | 14'03"63 |                                          |
|      | Adel Mechaal        | Spagna                      | dnf      |                                          |
|      | Isaac Kimeli        | Belgio                      | dnf      |                                          |